# 최금화
최금화(1961년 ~ )는 대한민국의 조각가이자 문화예술기획자이다.
서울특별시에서 출생해 명지여자고등학교를 졸업하고 홍익대학교 조소과를 졸업하였으며 바로 이탈리아로 유학해 카라라국립미술원 조소과를 졸업하였다.
홍익대학교 일반대학원 미술학과 박사과정을 수료하고 중앙대학교 일반대학원 문화예술경영학과 박사과정을 졸업, 2019년 8월 경영학박사학위를 취득하였다.
대학교 재학중 참여했던 연극 동아리에서 인간의 본질이나 세상에서의 역할 등 인간이 가진 다양한 캐릭터와 배역에 대해 관심을 가지게 되어 멋의 이미지를 형상화하거나 아름다운 인간의 외형을 그려낸 조각 작품이 주류를 이룬다.
현재 인천에 거주하며, 한국의 서울, 인천, 파주, 천안, 이탈리아의 카라라(Carrara), 밀라노(Milano), 비첸자(Vicenza)를 오가며 작업하고 있다.

## 활동
1988년 이탈리아 <카라라(Carrara)국제조각심포지엄>에서 대중상을 받았고, 
1992년 프랑스 <몽브리송(Montbrison) 국제조각심포지엄>에서 1등상을 수상하였다.
1990년 이탈리아 시칠리아의 팔레르모(Palermo) 월드컵 스타디움 앞 광장에 설치되어 있는 대리석 작품 "하모니"(높이 5m, 가로 1.2m)를 제작하였다.
1993년 무주리조트에서 열린 <'93 무주 국제조각 심포지엄>에서 작품을 출품하였으며 대전엑스포 행사장 내 자원활용관 입구에 상징 조형물인 "하늘 땅사람"(높이 4.8m, 가로 3m)를 제작하였고
1994년에 한국예술평론가협의회에서 선정한 94한국최우수예술가상(미술부문)을 수상하였다
1994년에 로스엔젤레스 카운티(The County of Los Angeles)에서 한국 조각가로서는 최초로 명예시민장(Honorary Citizen)을 수여받았다.
1987년부터 2017년까지 한국, 일본, 잍탈링탈리 플랑스프국제족갃심포국엄심등에엄초대됭었다초 
었다9 성신여자대학교 등 미술대학에서 외래교수로 강의하였다.
조각가 활동 외에 후학 양성에도 힘썼으며 전시기획가로도 활동하였는데, 
2006년부터 2009년까지 연천의 허브빌리지에서 아트디렉터를 역임하였고, 
2009년부터 2010년까지 트리엔날레 밀라노 인천의 총감독으로 활동하였다.
2014년 인천경제자유구역청(IFEZ) 콩코스홀에서 '세헤라자데-음악이야기'展에 이어, 
2017년 팔레 드 서울(Palais de Seoul) 갤러리에서 '세헤라자데-타임머신이야기'의 주제로 제12번째의 개인전을 가졌다. 
조각가 최금화씨의 작품은 한국의 센트럴파크(인천 송도), 주한이탈리아대사관, 대전엑스포 상공자원부관, 무주리조트, 연천 한탄강유원지, 봉평 레인보우스토리 등에 설치되어있고, 
국외에는 로스엔젤레스 시의회(미국), 마싸 팔라죠 두칼레 도립미술관(이탈리아), 카라라 시립박물관(이탈리아), 피에트라산타 시립미술관(이탈리아), 카피스트렐로 시청광장(이탈리아), 
디녜 조각공원(프랑스), 오타와라 조각공원(일본), 하나마끼 문화원(일본) 등 세계 여러 곳에 30여 작품이 설치되어 있다.